# Ореховка (река, впадает в Верхневолжское водохранилище)
Ореховка — река в Тверской области России. Протекает в восточном направлении по территории Пеновского района по незаселённой лесной и заболоченной местности. Впадает в Верхневолжское водохранилище (Ореховский залив озера Пено)на реке Волге в 3481 км от её устья по правому берегу. Длина реки составляет 19 км, площадь водосборного бассейна — 62,4 км². Реку вблизи устья пересекает мост автодороги местного значения 28Н-1237 «Пено — Слаутино — Рунский».

## Данные водного реестра
По данным государственного водного реестра России относится к Верхневолжскому бассейновому округу, водохозяйственный участок реки — Волга от истока до Верхневолжского бейшлота, речной подбассейн реки — бассейны притоков (Верхней) Волги до Рыбинского водохранилища. Речной бассейн реки — (Верхняя) Волга до Куйбышевского водохранилища (без бассейна Оки).
Код объекта в государственном водном реестре — 08010100112110000000086.